# فرديناند جوليان إيغيبرج
فرديناند جوليان إيغيبرج (بالنرويجية البوكمول: Ferdinand Julian Egeberg)‏ هو شخصية أعمال نرويجي، ولد في 23 نوفمبر 1842 في موس في النرويج، وتوفي في 12 سبتمبر 1921 في Tolga (village) ‏ في النرويج.